# Profil pédagogique
Le profil pédagogique est l'ensemble des éléments caractérisant le mode de fonctionnement cognitif d'un individu et le cheminement interne qu'il effectue pour percevoir, intégrer puis évoquer ses connaissances. C'est une des notions clés de la gestion mentale,  élaborée par Antoine de la Garanderie à partir de l'analyse des habitudes mentales de très nombreux sujets.

## Découverte de son profil
La découverte de son profils pédagogiques est réalisée à partir d'entretiens individuels appelés dialogues pédagogiques et l'introspection de ses habitudes mentales (de préférence avec l'aide d'un accompagnateur formé).
Pour cela le sujet doit déterminer son cheminement cognitif, ses méthodes et paramètres 
de codage de l’information, ses images mentales dominantes, et ses méthodes d’évocation.

## Caractérisation du profil pédagogique
Il se base sur les paramètres de l'évocation :
- la nature (ou langue) de l'évocation : visuelle, auditive, verbale, etc. ;
- les paramètres mis en jeu : concret (ou P1), convention (ou P2), liens logiques (ou P3) ou liens inédits (ou P4) ;
- le codage : première ou troisième personne ;
- le lieu de sens : spatial ou temporel.

## Finalité
- Caractériser et faire prendre conscience des habitudes mentales mises en œuvre au cours des activités les plus variées ;
- Comprendre et analyser les difficultés d'apprentissage ;
- Aider l'apprenant à élaborer des stratégies mentales efficaces ;